# Joder
Joder è una comunità non incorporata della contea di Sioux, Nebraska, Stati Uniti. Joder è un ex binario di raccordo lungo una linea della BNSF Railway.

## Storia
Joder era precedentemente chiamata Adelia. Un ufficio postale fu istituito ad Adelia nel 1891 e rimase in funzione fino alla sua cessazione nel 1910.